# Nicasio Retamales
Nicasio Retamales Leiva (San Bernardo, 25 de octubre de 1876 — Santiago, 18 de julio de 1946) fue un político chileno, militante del Partido Demócrata (PD). Fue dirigente social y también ejerció como diputado entre 1926 y 1937. 

## Biografía
Nació en San Bernardo, Chile, el 25 de octubre de 1876. Hijo de Wenceslao Retamales y Carmen Leiva. Se casó con Dorila Silva, matrimonio del cual nacieron cinco hijos. Estudió en la Escuela Pública en Viña del Mar. Se desempeñó como aprendiz de mecánico en la Maestranza de Caleta Abarca, Viña del Mar, desde 1886 a 1890. En 1890 se trasladó a Santiago donde hizo cursos nocturnos de dibujo e instrucción, impartidos por la Sociedad de Fomento Fabril (SOFOFA) y Escuela Caupolicán. Luego trabajó como mecánico industrial, en la Fundición Libertad de Santiago desde 1894 a 1907; llegó a ser jefe de planta. En 1907 renunció a la empresa y se estableció por su cuenta; creó y organizó la Fundición Progreso, que fabricaba la maquinaria que se usaba en la industria del parquet; empresa que fue premiada en la Exposición Industrial de 1910, con medalla de oro. Y en 1916 fueron premiados varios de los productos elaborados en su fábrica. En 1910 fue presidente del Congreso Social Obrero. Cuando tuvo una situación económica más sólida, inició su labor social, que le sirvió de plataforma para sus actividades políticas. Formó parte, como socio o director, de numerosas instituciones obreras, como las de Igualdad y Trabajo, Manuel Rodríguez, Artes Mecánicas, Caupolicán, Sol de Mayo, Gran Federación Obrera, Fomento Fabril y Cámara Industrial.

## Vida política
Militó en el Partido Demócrata, cuyos registros firmó cuando tenía 20 años, en 1896; fue director, tesorero y vicepresidente de su Partido. Fue elegido regidor de la 4ª Comuna Estación en 1906; en 1919 fue segundo alcalde y luego primer alcalde de Santiago. En 1922 fue comisionado para las fiestas del centenario de Brasil y visitó Uruguay y Argentina. Miembro de la Comisión Constituyente de 1925.
En 1926 fue elegido diputado por la Séptima Circunscripción Departamental "Santiago", período 1926-1930; integró la Comisión Permanente de Presupuestos y Decretos Objetados; y la de Industria y Comercio, que presidió. Miembro de la Comisión Mixta de Presupuestos, de la que fue vicepresidente. A su iniciativa se debe la creación del Instituto de Crédito Industrial Reelecto diputado por la misma Circunscripción, período 1930-1934; integró la Comisión Permanente de Industria y Comercio, la que presidió. Comisión Permanente de Policía Interior. El movimiento revolucionario que estalló el 4 de junio de 1932, decretó, el día 6, la disolución de este Congreso. Nuevamente electo diputado, por la Séptima Agrupación Departamental "Santiago", Primer Distrito, período 1933-1937; integró la Comisión Permanente de Gobierno Interior; y la de Industrias, que presidió. Esta Comisión, creada en conformidad a un proyecto de acuerdo de reforma reglamentaria, aprobado el 4 de abril de 1933. Y fue diputado reemplazante en la Comisión Permanente de Hacienda. En la Cámara, sus discursos fueron generalmente, en favor de la industria y las clases trabajadoras. Fue vicepresidente de la Compañía Siderúrgica de Valdivia y delegado del Fisco ante esa compañía, en calidad de director técnico, durante 3 años. Desde octubre de 1942 fue consejero de la Corporación de Fomento de la Producción (CORFO). Miembro de la Junta de Beneficencia de Santiago y Caja de la Habitación. Murió en Santiago, el 18 de julio de 1946.

## Homenajes póstumos
- Una calle ubicada en la comuna de Estación Central, lleva su nombre.